# Ron Dyvig
| 26715 South Dakota | 16 aprile 2001   |
| 51570 Phendricksen | 17 aprile 2001   |
| 51772 Sparker      | 16 giugno 2001   |
| 54720 Kentstevens  | 15 maggio 2001   |
| 63528 Kocherhans   | 13 agosto 2001   |
| 82361 Benitoloyola | 23 giugno 2001   |
| 94291 Django       | 28 febbraio 2001 |
| 107561 Quinn       | 28 febbraio 2001 |
| 123794 Deadwood    | 25 gennaio 2001  |

Ron Dyvig (...) è un astronomo statunitense.
Il Minor Planet Center gli accredita la scoperta di diciassette asteroidi, effettuate tra il 2001 e il 2002.